# Đế quốc Trapezous
Đế quốc Trapezous là một chế độ quân chủ phát triển mạnh trong suốt thế kỷ 13 đến thế kỷ 15, bao gồm góc đông bắc Anatolia và phía nam Crimea. Được hình thành từ cuộc nổi dậy chống lại sự chiếm đoạt ngai vàng của hoàng đế Andronikos I Komnenos, Trebizond (Trabzon hiện nay, Thổ Nhĩ Kỳ, với tên gọi của đế chế này là một bộ phận tương đồng) đã trở thành một đế chế kế thừa Thiên chúa giáo Byzantine được thành lập sau khi (Byzantine) trong cuộc Thập tự chinh lần thứ tư, cùng với Đế quốc Nicaea và Despotate của Epirus. Hoàng đế của Trebizond đã ép đòi của họ lên ngôi Hoàng đế trong nhiều thập kỷ sau khi Nicaean tái định cư Constantinople năm 1261.
Chế độ quân chủ Trapezuntine tồn tại lâu nhất trong các tiểu bang kế vị Byzantine. Sự Despotate của Epirus đã bị giảm dần, và chiếm một thời gian ngắn bởi Đế chế Byzantine đã phục hồi c. 1340, sau đó trở thành một người phụ thuộc của người Serbia và sau đó được thừa hưởng bởi người Ý, cuối cùng rơi vào Đế quốc Ottoman năm 1479, từ lâu đã không còn tranh giành ngôi vua của Byzantine. Trong khi đế chế Nicaea đã trở thành Đế quốc Byzantine Phục Sinh, nó đã chấm dứt vào năm 1453 với cuộc chinh phục Constantinople của Đế chế Ottoman. Đế quốc Trebizond tiếp tục cho đến năm 1461 khi Sultan Mehmed II của Ottoman chinh phục nó sau một cuộc vây hãm kéo dài một tháng và cai trị và gia đình ông ta bị giam cầm. Trụ sở Crimea của Theodoro, nhánh của Trebizond, kéo dài thêm 14 năm, rơi vào tay người Ottoman vào năm 1475.

## Tổng quan
Về mặt địa lý, đế chế Trapezous bao gồm dải hẹp dọc theo bờ biển phía nam của Biển Đen và nửa phía tây của dãy Alps Pontic, cùng với Quần đảo Perugia Gazarian, hoặc phía nam Crimea (sớm bị mất Genoese Gazaria và Theodorite Gazaria). Di sản nhân khẩu học của nó tồn tại trong nhiều thế kỷ sau khi Ottoman chinh phục năm 1461 và khu vực này vẫn giữ được một số lượng đáng kể người cư trú Chính thống Hy Lạp cho đến năm 1923. Chúng thường được gọi là người Hy Lạp cổ đại. Chi nhánh phía đông, định cư xung quanh Kars và Georgia, thường được gọi là người Hy Lạp Caucasus, và chi nhánh Crimean, được Catherine Đại Đế ở phía bắc bờ biển Azov, tái định cư, được gọi là người Hy Lạp Mariupolitan.
Những người Hy Lạp cổ đại vẫn sống dọc theo bờ biển phía đông của Biển Đen và vùng nội địa của họ ở dãy núi Pontic Alps, cũng như ở Anatolia đông bắc, cho đến những năm sau chiến tranh thế giới thứ nhất, khi những người duy trì đức tin chính thống Kitô giáo và bản sắc Hy Lạp đã trốn chạy, Đã bị giết hại, nạn diệt chủng Pontic hoành hành (1917-1921). Sự dịch chuyển của họ đã được chính thức hóa, và vài người còn lại phải rời đi, vào năm 1923 với sự trao đổi dân số giữa Hy Lạp và Thổ Nhĩ Kỳ. Nhiều người được tái định cư tại Hy Lạp Macedonia. Những người sống ở Crimea và tỉnh Kars Oblast của Nga, đa số nằm ở Georgia hiện đại, ở lại lâu hơn, với một số làng nói tiếng Hy Lạp còn lại ở cả hai địa điểm ngày nay.

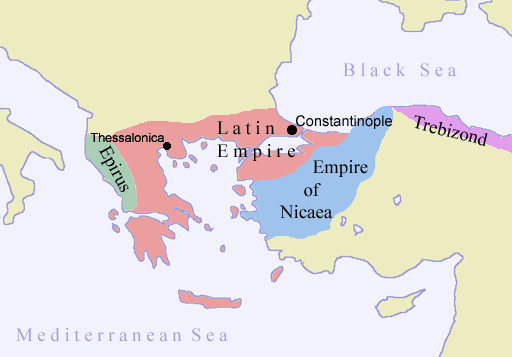
Các quốc gia kế thừa của Đế chế Byzantine sau cuộc Chiến tranh Thập tự giá lần thứ 4: Đế chế Trebizond, Empire of Nicaea và Despotate of Epirus.

Cốt lõi của đế chế là bờ biển phía nam Biển Đen từ miệng của sông Yeşilırmak, một khu vực được biết đến với Trapezuntines như Limnia, có thể đến tận bờ sông Chorokhi, một khu vực được gọi là Lazia; Một tài liệu Genoese ghi lại việc bắt giữ một trong những chiếc tàu của họ tại cảng đó trong năm 1437 bởi một Galley quân sự theo lệnh của John IV. Anthony Bryer đã lập luận rằng sáu trong bảy băng tần của chủ đề Byzantine của Chaldia được duy trì trong trật tự công việc bởi các nhà cai trị của Trebizond cho đến khi kết thúc đế chế, được trợ giúp bởi địa lý. Địa lý cũng xác định biên giới phía Nam của bang này: dãy Alps Pontic đóng vai trò là rào cản đầu tiên đối với người Seljuk Turks và sau đó là những người du kích người Turkoman, những chiến dịch của họ đã giảm xuống mức mà các hoàng đế có thể đối phó được. [5] Lãnh thổ này tương ứng với một khu vực bao gồm toàn bộ hoặc một phần của các tỉnh của Thổ Nhĩ Kỳ hiện nay như Sinop, Samsun, Ordu, Giresun, Trabzon, Bayburt, Gümüşhane, Rize, and Artvin. Vào thế kỷ 13, một số chuyên gia tin rằng đế quốc đã kiểm soát Perateia Gazarian, bao gồm Cherson và Kerch trên bán đảo Crimea. David Komnenos, em trai của Hoàng đế đầu tiên, nhanh chóng mở rộng về phía tây, chiếm Sinope đầu tiên, sau đó là các vùng ven biển của Paphlagonia (vùng duyên hải hiện đại Kastamonu, Bartın và Zonguldak) và Heraclea Pontica (Karadeniz hiện đại Ereğli), cho đến khi lãnh thổ của ông bao quanh đế chế Nicaea. Tuy nhiên, sự mở rộng này chỉ tồn tại trong ngắn hạn: các lãnh thổ phía tây của Sinope bị mất tới Theodore I Laskaris vào năm 1214, và Sinope đã rơi xuống Seljuks cùng năm đó, mặc dù các hoàng đế của Trebizond vẫn tiếp tục chiến đấu để kiểm soát nó trong phần còn lại Thế kỷ 13.
Các nhà cai trị của Trebizond gọi họ là Megas Komnenos ("Comnenus Vĩ đại") và - giống như các đối tác của họ trong hai tiểu bang kế tiếp Byzantine, Đế chế Nicaea và Despotate of Epirus - ban đầu đã tuyên bố chủ quyền tối cao là "Hoàng đế và Nhà tự trị của người La Mã". Tuy nhiên, sau khi Michael VIII Palaiologos của Nicaea tái chiếm Constantinople vào năm 1261, việc sử dụng Komnenian của phong cách "Hoàng đế" đã trở thành một điểm đau đớn. Năm 1282, John II Komnenos đã cởi bỏ quần áo của hoàng đế trước các bức tường của Constantinople trước khi kết hôn với con gái của Michael và chấp nhận danh hiệu hợp pháp của ông despot.  Tuy nhiên, những người kế nhiệm ông đã sử dụng một phiên bản của tựa đề "Hoàng đế và Lập hiến của toàn bộ Đông", của Iberia và Perateia "cho đến khi đế quốc kết thúc năm 1461. Các nhà cai trị của Trebizond còn được gọi là "Hoàng tử của Lazes" 
Đế chế Trebizond đã giành được một danh tiếng ở Tây Âu vì "được làm giàu bằng thương mại từ Ba Tư và Đông đã đi qua thủ đô của nó", theo Steven Runciman, "và bởi các mỏ bạc ở những ngọn đồi phía sau, và nổi tiếng với Vẻ đẹp của các công chúa của nó ".  Donald Nicol phản ánh các quan sát của Runciman:" Hầu hết các hoàng đế đều được ban phước với một con gái con gái kết hôn, và vẻ đẹp của các quý cô Trebizond là huyền thoại như của cải của họ. " Sự giàu có và vị trí kỳ lạ của nó đã tạo cho mình một sự nổi tiếng kéo dài về chính thể. Cervantes mô tả anh hùng đồng thời của Don Quixote của ông là "tưởng tượng mình cho sự dũng cảm của cánh tay của ông đã được đăng quang ít nhất là Hoàng đế Trebizond." Rabelais có nhân vật Picrochole, người cai trị Piedmont, tuyên bố: "Tôi cũng muốn trở thành Hoàng đế của Trebizond." Các ám chỉ khác và các tác phẩm được đặt ở Trebizond tiếp tục vào thế kỷ 20.

## Nguồn gốc

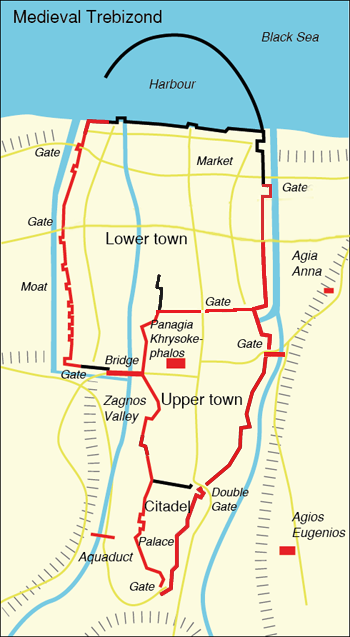
Bản đồ công sự của Trebizond